# Naboa
Naboa là một chi bướm đêm thuộc họ Erebidae.